# Méneslies
Méneslies település Franciaországban, Somme megyében. Lakosainak száma 303 fő (2022. január 1.). Méneslies Yzengremer, Béthencourt-sur-Mer, Bouvaincourt-sur-Bresle, Oust-Marest és Saint-Quentin-la-Motte-Croix-au-Bailly községekkel határos.

## Népesség
A település népességének változása:
| Lakosok száma | 309  | 313  | 315  | 310  | 307  | 303  | 302  | 300  | 303  |
|               | 2013 | 2015 | 2016 | 2017 | 2018 | 2019 | 2020 | 2021 | 2022 |